# Jang (cognome)
Jang (장?, 張, 場, 壯, 將, 庄, 漿, 章, 臧, 莊, 葬, 蔣, 藏, 裝, 長?) è un cognome di lingua coreana.

## Possibili trascrizioni
Chang, Jahng, Jean, Jhang, Zang.

## Origine e diffusione
Il cognome potrebbe presentare diversi significati, tra cui: foglio (di carta); emblema; maniero.
Si tratta dell'8º cognome per diffusione in Corea secondo i dati del Korean National Statistics Office del 2015. Conta circa 1021107 presenze.

## Persone
- Jang Hyuk, attore sudcoreano
- Jang Song-thaek, politico nordcoreano
- Jang Woo-young, cantante sudcoreano